# جیانگ بین
جیانگ بین (زاده ۱۹۶۷ میلادی) یک کارآفرین میلیاردر چینی است که شرکت قطعات صوتی GoerTek را به همراه همسرشهو شوانگمی تأسیس کرد. او رئیس شرکت گورتک است.

## اوایل زندگی
جیانگ مدرک لیسانس خود را از دانشگاه هوانوردی و فضانوردی پکن گرفت و پس از آن مدرک MBA را از دانشگاه چینهوا دریافت کرد. 

## حرفه
جیانگ رئیس گوئر تک است.  GoerTek در بورس اوراق بهادار شنژن فهرست شده است و مشتریان آن سامسونگ، سونی و لنوو هستند. برادر او، جیانگ لانگ، نایب رئیس است. 

## زندگی شخصی
جیانگ با هو شوانگمی ازدواج کرده است.  آنها در ویفانگ چین زندگی می کنند و یک فرزند دارند. 